# Richard Fisk
Richard Fisk é um personagem fictício que aparece nos quadrinhos da Marvel Comics.

## Histórico de publicação
O personagem Richard Fisk primeiro aparece como O Schemer em The Amazing Spider-Man # 83 (Abril 1970), e foi criado por Stan Lee e John Romita Sr. Ele apareceu pela primeira vez como O Rosa em The Amazing Spider-Man # 253 (junho 1984), mas não foi revelado como O Rosa até The Amazing Spider-Man # 286 (Março 1987).

## Biografia do personagem ficcional
Richard Fisk cresceu como uma criança de privilégio, acreditando que seu pai, Wilson Fisk foi um empresário respeitável e honrado. Wilson foi às vezes abusivo com Richard, mas Richard ainda o amava. Em um ponto, ele e seu amigo de infância, Sammy Silke viram Wilson brutalizando alguém. Foi quando ele foi atender a uma faculdade de prestígio na Suíça, que descobriu que seu pai era, na realidade, O Rei do Crime. Percebendo que os luxos de sua juventude tinham sido financiados por um império criminoso, Richard estava perturbado e prometeu fazer expiação pelos crimes de seu pai. Quando seus pais receberam a notícia que Richard tinha morrido em um acidente de esqui, eles suspeitaram que era realmente um suicídio depois que Richard aprendeu a verdadeira da identidade seu pai. Inconsolável e furioso de que seu filho poderia ter agido de modo suicida, o Rei do Crime afundara em um período de depressão.

## Schemer
Não muito tempo depois, uma nova gangue surgiu em Nova York, liderados por uma figura misteriosa que se chamava O Schemer. Diferente da maioria das gangues em Nova York, a organização Schemer parecia se importar exclusivamente sobre o desmantelamento do império Rei do Crime. Após uma série de confrontos, o Rei do Crime e Schemer finalmente se encontraram cara a cara. Foi então que o Schemer revelou que seu rosto era na verdade uma máscara, e que a sua verdadeira face era a de Richard Fisk. Richard explicou que ele tinha forjado a sua morte, nos Alpes e estava contra-atacando seu pai, usando seu próprio dinheiro. Este choque final foi demais para o Rei do Crime suportar, e ele caiu em catatonia. Isto fez Richard finalmente perceber o quanto ele havia ferido seu pai, e partiu para encontrar uma maneira de curar o seu estado de coma. Richard se juntou ao grupo terrorista internacional Hidra, tornando-se um líder do fragmento da Hidra de Nevada e acabou chegando ao posto de Hidra Supremo. Agora, com a expansão médica da Hidra à sua disposição, Richard foi capaz de retornar seu pai à saúde integral. O Rei do Crime aparentemente provou que ele estava de volta ao normal por clandestinamente tomar posse como governador da Hidra. No entanto, logo foi revelado que o verdadeiro líder da Hidra foi o supervilão nazista, o Caveira Vermelha, e os Fisks tinham que se unir com o Capitão América e o Falcão para parar o ditador louco. Richard ficou gravemente ferido na batalha final, e o Rei do Crime teve seu filho colocado em animação suspensa, finalmente, curando-o por bombear alguma força vital do Homem-Aranha. Depois disso, pai e filho pareciam estar reconciliados.

## Rosa
Vários anos depois, Richard se juntou a organização de seu pai, chamando-se o Rosa, um senhor do crime sob o controle do Rei do Crime. No entanto, tudo isso foi uma artimanha para destruir o império do Rei do Crime por dentro. Ajudando Richard nesse esquema estavam seu bom amigo Alfredo Morelli e Ned Leeds, que sofreu uma lavagem cerebral para agir como o supervilão Duende Macabro. No entanto, o subterfúgio do Rosa resultou em uma guerra de gangues explosiva que deixou Nova York em pedaços. Durante um tiroteio Richard atirou e matou um policial, um ato que se tornou um ponto de confusão para ele - já não podia considerar-se moralmente superior a seu pai. Após a morte de Leeds e do fim da guerra de gangues, Richard resignou-se a sua primogenitura e voltou a organização Rei do Crime como ele mesmo. No entanto, o desejo de derrubar seu pai mais uma vez se levantou, e Richard e Alfredo conspiraram para fazer o Rei do Crime achar que Richard estava pronto para herdar a posição de seu pai. Alfredo teve a cirurgia plástica para tornar-se parecido com Richard (já que ele tinha mais experiência de combate), e lentamente começou a subir a escada do poder. No entanto, quando o Rei do Crime foi derrubado pelas forças combinadas de Demolidor e Hidra, Alfredo traiu seu velho amigo, ao afirmar que ele era verdadeiramente Richard, e tomou posse como o novo Rei do Crime. Richard tornou-se então Rosa Sangrenta, um justiceiro tipo vigilante, e começou a enfrentar os criminosos em um sangrento expurgo da cidade. O Rosa Sangrenta  baleou e feriu Alfredo, que mais tarde retornou sob o pseudônimo de Manopla, embora ele tenha sido finalmente derrotado por Vigilante da Noite e encarcerado. Finalmente capturado pelo Homem-Aranha e preso, Richard entrou no Programa de Proteção à Testemunha.

## Golpe Final
Anos mais tarde, Wilson Fisk, mais uma vez recuperou o manto de Rei do Crime, e Richard re-emergiu para a vida pública e voltou a organização do Rei do Crime, mais uma vez jurando nunca mais tentar de derrubar seu pai. No entanto, após se reunir com seu velho amigo de infância, o enforcer ambicioso Silke, Richard pensou que finalmente tinha encontrado a forma perfeita para fazer o pai pagar por seus crimes. A  tentativa de assassinato de Silke quase teve êxito, esfaqueando e ferindo gravemente o Rei do Crime (já cego de um acontecimento anterior de sua vida). No entanto, Richard não contava com a tenacidade de sua mãe, Vanessa. Vanessa rapidamente fez um surpreendente contra-ataque, eliminando a rebelião e vendendo o território de seu marido para que ele pudesse viajar para a Europa e se recuperar. Richard encurralou-a, insistindo que, ao se livrar do Rei do Crime, eles poderiam ser livres para ter uma nova vida, mas Vanessa friamente atirou em seu filho matando-o, eliminando-o como uma ameaça, de uma vez por todas.

## Poderes e Habilidades
Richard Fisk não possui poderes superhumanos, embora seja treinado no uso de armas e tem algum treinamento em artes marciais. É muito inteligente e também tem um número de contatos criminais. Como o Rosa ele veste um uniforme a prova de balas. Ele sempre carrega uma pistola e normalmente carrega uma variedade de mini-granadas.